# BOOMERanG

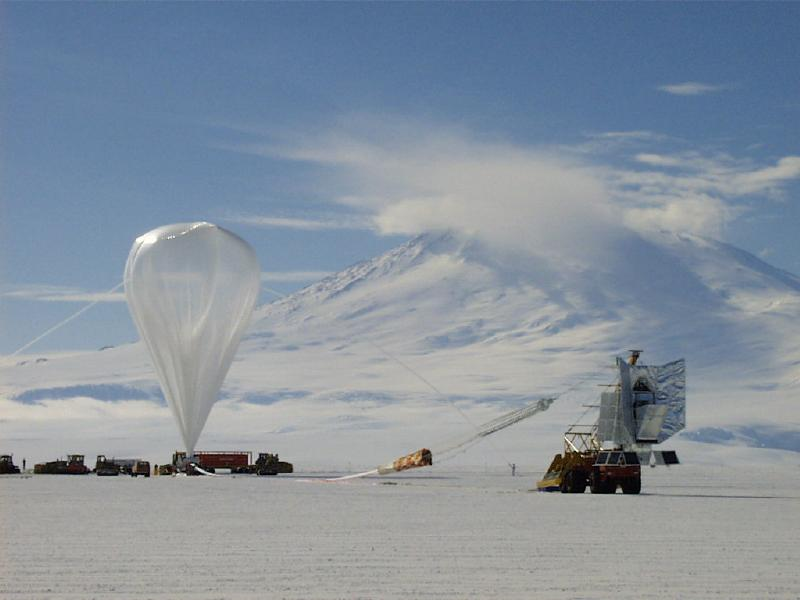
Le BOOMERanG à la base antarctique McMurdo.

Balloon Observations of Millimetric Extragalactic Radiation and Geophysics
Pour les articles homonymes, voir Boomerang (homonymie).
BOOMERanG (acronyme de Balloon Observations of Millimetric Extragalactic Radiation and Geophysics) est un ballon stratosphérique d'observation américano-italien d'un million de mètres cubes, d'une masse de 1 655 kg, transportant un télescope de 1,3 m de diamètre et de deux bolomètres observant les micro-ondes. La masse totale est de 2 149,5 kg. Il s'agit d'un programme international conjoint de l'Université de Rome et du California Institute of Technology.

## Historique

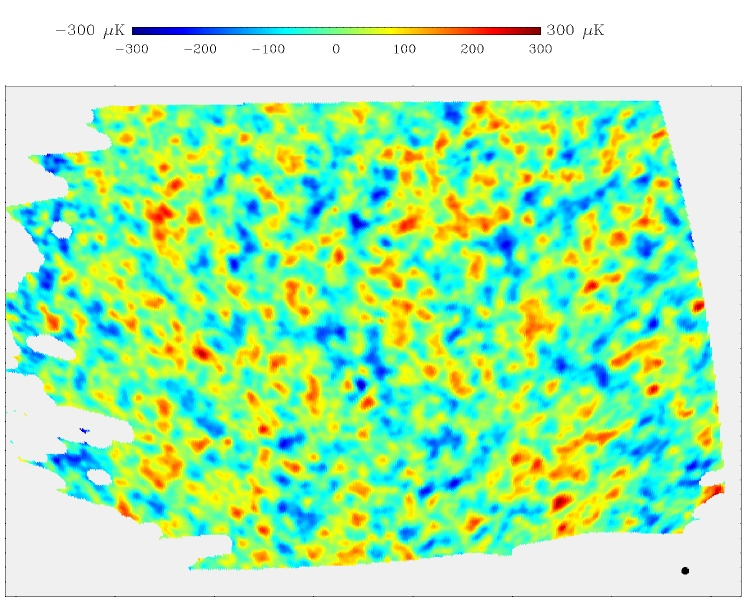
Fond diffus cosmologique observé par BOOMERanG.

Il observe après son lancement le 29 décembre 1998, dans la stratosphère à environ 37 km d'altitude (140 000 pieds), le fond diffus cosmologique. Un second vol baptisé B2K a lieu à partir du 6 janvier 2003.
Après un vol de test réalisé sur le territoire américain, ses vols scientifiques ont été effectués depuis la base antarctique McMurdo, située en bordure de la Mer de Ross et à proximité du mont Erebus. Cette localisation a été motivée d'une part par la circulation très régulière des vents dans l'Antarctique, qui permettent à un ballon lancé depuis ce lieu d'être récupéré environ 10 jours plus tard après avoir effectué un tour du continent, et par le fait que lors de l'été austral, l'ensoleillement constant permettait à l'instrument d'être alimenté en énergie pendant toute la durée du vol. Le premier vol débutant fin décembre 1999 a duré environ 10,5 jours. Après avoir parcouru environ 8 000 km, le ballon est récupéré à 50 km de son point de départ. Le second vol en 2003 a duré 14 jours, il s'agit des premiers vols stratosphériques en ballon sur ce continent. De plus, une région particulièrement pauvre en sources d'avant plan émettrice dans le domaine de longueur d'onde étudié est situé presque à l'opposé de la direction où se trouve le Soleil pendant cette période, permettant aux instruments de l'observer sans être gênés par l'émission solaire.
Ses résultats révélés en 2000 montraient clairement que la courbure spatiale de l'Univers est très faible, sinon nulle et qu'il ne se recontractera pas confirmant en cela les premières observations faites dans les 5 années précédentes.
Par la suite, des instruments beaucoup plus précis ont été utilisés :
- 2001-2010 satellites américain WMAP
- 2009-2013 européen Planck.